# Astarte
För andra betydelser, se Astarte (olika betydelser).
Astarte (grekiska), Athtart (ugaritiska) eller Ashtoreth (hebreiska) var en fruktbarhetsgudinna hos fenicierna och kanaaniterna. 

## Mytologi

### Astarte i fenicisk mytologi
Astarte var Sydvästasiens motsvarighet till Mesopotamiens Ishtar (Mylitta). 
Den feniciske författaren Sanchuniathon betraktade Astarte som syster till El, Ashera, Atargatis, Dagon, Betel och en gud identifierad med den grekiske Atlas. Astarte var mor till Qadesh, en kärleksgudinna som var skyddsgudinna för staden Qadesh. Hon betraktades också som mor till sju stycken barnmorskegudinnor, som kunde ta gestalten av svalor. En av dessa äktade Sadyk, och blev mor till Eshmun.
Det är oklart om den feniciska staden Byblos huvudgudinna under äldre tid, Baalat Gebal, skall identifieras med Astarte eller en annan gudinna: Astartes syster Baaltis, senare identifierad med Atargatis, som var Byblos huvudgudinna under grekisk-romersk tid. Däremot är det klart att Astarte var föremål för kult i Tyros och Sidon.

### Astarte i grekisk mytologi
Grekerna identifierade Astarte med Artemis och Afrodite.

### Astarte i egyptisk mytologi
Astarte var dotter till guden Ptah. Hon var gift med Seth. Astarte dyker först upp i gamla Egypten i början av artonde dynastin.
I egyptisk mytologi verkade gudinnan Isis som sköterska åt Astartes son medan hon sökte efter sin make, guden Osiris. När Isis avslöjade sin verkliga identitet fick hon den pelare som inneslöt den döde maken som gåva. 